# Lycée Chateaubriand di Roma

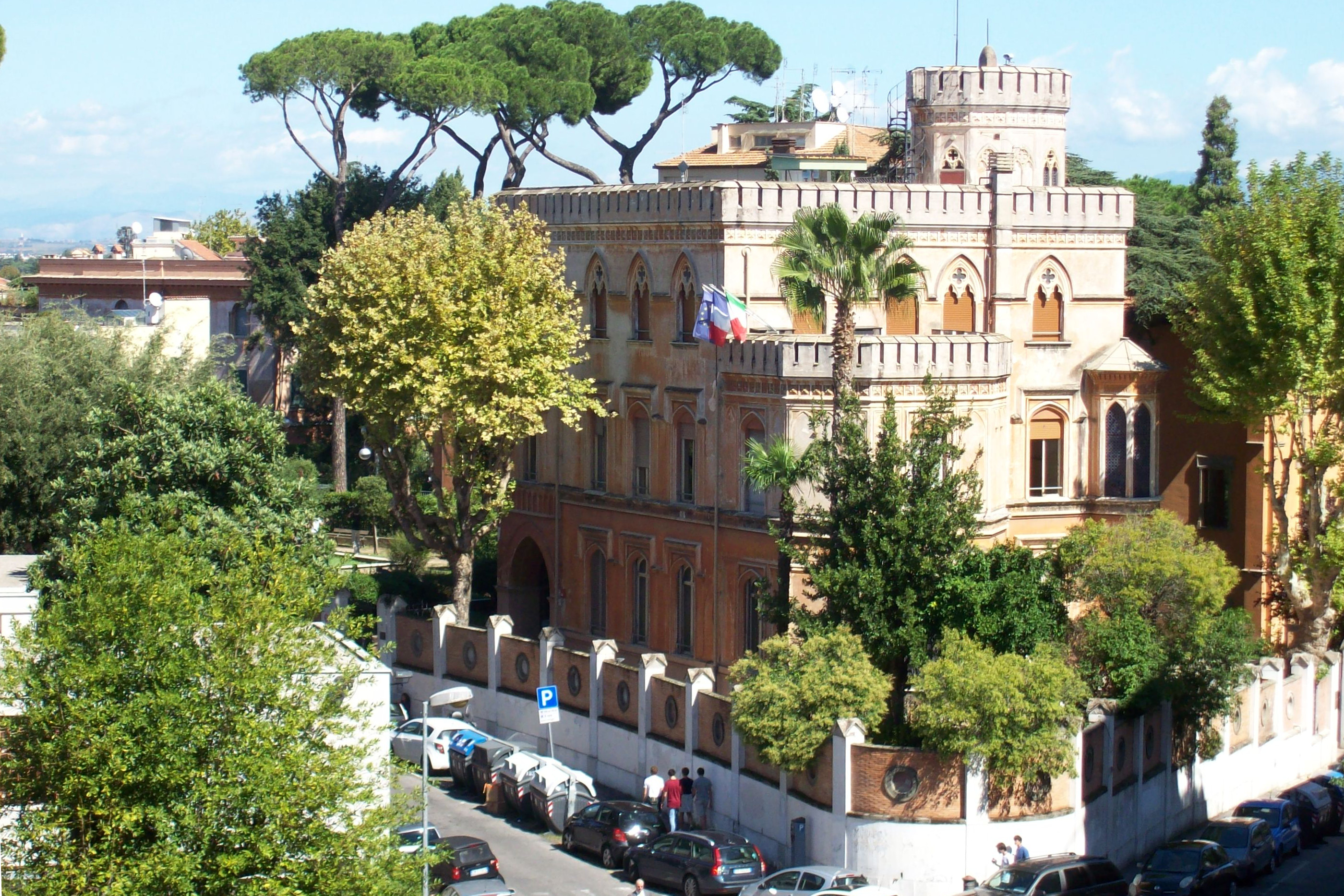
Villa Patrizi, Sitz des Lycée Chateaubriand

Das Lycée Chateaubriand di Roma französisch Lycée Chateaubriand de Rome ist eine französischsprachige Privatschule in Rom. Sie wird von der Agence pour l’enseignement français à l’étranger (AEFE) getragen.
Die Schule wurde 1903 gegründet und durfte wegen der damaligen Schulgesetzgebung im Königreich Italien anfänglich nur von Ausländern, nicht aber von Italienern besucht werden. Die Schule zog 1920 in die heutigen Räume in der Villa Patrizi. Mit der zunehmenden Schülerzahl mietete die Schule 1958 weitere Räume in der Villa Strohl-Fern und erwarb 1980 ein weiteres Schulgebäude.
Die Schule hat in Rom zwei Standorte. Der Kindergarten, die Grundschule und die Jahrgänge bis zur dritten Mittelschulklasse sind auf dem Gelände der Villa Strohl-Fern untergebracht. In der Via di Villa Patrizi in der Nähe der Porta Pia werden in der Villa Malpighi die Jahrgänge bis zur seconda superiore unterrichtet, in der Villa Patrizi selbst sind die Räume der drei Jahrgänge der Oberstufe sowie die Schulverwaltung. Im Jahr 2016 hatte die Schule 1500 Schüler, von denen 40 % Italiener, 20 % Franzosen, 20 % mit einer Doppelstaatsbürgerschaft und 20 % mit einer anderen Staatsbürgerschaft waren.
Die Schule bietet Unterricht von der Grundschule bis zum Gymnasium (liceo) an. Die Unterrichtssprache ist Französisch. Die Schule erhebt Schulgeld, das im Jahr 2008 circa 6000 € betrug.
Die Ecole Française Alexandre Dumas in Neapel ist organisatorisch angeschlossen. 1949 wurde eine Schulpartnerschaft mit dem Istituto statale italiano Leonardo Da Vinci di Parigi geschlossen.